# الپیگنانو
الپیگنانو (به ایتالیایی: Alpignano) یک عوارض جغرافیایی در ایتالیا است که در استان تورین واقع شده‌است.

## خصوصیات
الپیگنانو ۱۲٫۰ کیلومترمربع مساحت و ۱۷٬۲۱۰ نفر جمعیت دارد و ۳۳۰ متر بالاتر از سطح دریا واقع شده‌است.